# Reumert (Theaterpreis)/Beste Hauptdarstellerin
Reumert: Beste Hauptdarstellerin (Årets Kvindelige Hovedrolle)
Gewinner und Nominierte in der Kategorie Beste Hauptdarstellerin (Årets Kvindelige Hovedrolle) seit der ersten Verleihung im Jahr 1999. Unter drei Nominierten wird eine Preisträgerin ausgezeichnet, wobei Schauspielerinnen für mehrere Darstellungen nominiert werden können. Mit je drei Auszeichnungen wurden Tammi Øst und Karen-Lise Mynster bisher am häufigsten prämiert, gefolgt von Kirsten Olesen und Ina-Miriam Rosenbaum mit je zwei Auszeichnungen (Stand 2019).

## 1990er-Jahre
| Jahr | Preisträger | Theaterstück                  | Nominierungen                                                                         |
| 1999 | Tammi Øst   | Aske til Aske – Støv til støv | Birgitte Simonsen für Billedmagerne Cecilia Zwick Nash für Det' en skam hun er en mær |

## 2000er-Jahre
| Jahr | Preisträger        | Theaterstück                | Nominierungen |
| 2000 | Kirsten Olesen     | Sælsomt Mellemspil          | Birgitte Federspiel für Tvivlens År sowie Drømmen Benedikte Hansen für Don Carlos sowie Hr. Bengts Hustru                |
| 2001 | Jannie Faurschou   | Så enkel er kærligheden     | Louise Mieritz für Ildansigt Tammi Øst für Mine to Søstre                                                                |
| 2002 | Trine Dyrholm      | 4:48 Psykose                | Ann Eleonora Jørgensen für Boblerne i Bækken Sofie Gråbøl für Når vi døde vågner                                         |
| 2003 | Karen-Lise Mynster | Fra regnormenes liv         | Ulla Henningsen für The White Town Ghita Nørby für Misantropen                                                           |
| 2004 | Ulla Henningsen    | Dødsdansen                  | Benedikte Hansen für Verdens Ende Sonja Richter für Antigone                                                             |
| 2005 | Meike Bahnsen      | Anna Karenina               | Lane Lind für Hagbard og Signe Karen-Lise Mynster für Pelinkanen sowie Medea                                             |
| 2006 | Maria Rossing      | Den Kaukasiske Kridtcirkel  | Ulla Henningsen für Små ægteskabelige forbrydelser Melinda Kinnaman für Havfruen                                         |
| 2007 | Karen-Lise Mynster | Pietà Håndbog i overlevelse | Merete Voldstedlund für Folkemord sowie Gregersen Sagaen – Rene Linjer Heidi Colding-Hansen für Kopftot – et flugtforsøg |
| 2008 | Sofie Gråbøl       | Et drømmespil               | Meike Bahnsen für Maria Stuart Paprika Steen für Hvem er bange for Virginia Woolf                                        |
| 2009 | Tammi Øst          | Ansigtet mod væggen Stuk    | Cecilie Stenspil für Breaking the Waves Pia Rosenbaum für Oscar og den lyserøde dame                                     |

## 2010er Jahre
| Jahr | Preisträger          | Theaterstück                                         | Nominierungen                                                                                          |
| 2010 | Signe Egholm Olsen   | Bygmester Solness                                    | Ann Eleonora Jørgensen für Øjeblikket sowie Libertineren Rikke Lylloff für De kaldte hende Crazy Daisy |
| 2011 | Ina-Miriam Rosenbaum | Marguerite Viby – en pige med pep Hitler on the Roof | Hanne Windfeld für Anna Sophie Hedvig Lotte Andersen für Lykke Bjørn                                   |
| 2012 | Kirsten Olesen       | Gengangere                                           | Karen-Lis Ahrenkiel für Min familie Karen-Lise Mynster für Om Baronessen                               |
| 2013 | Tammi Øst            | Kirsebærhaven                                        | Danica Curcic für Lulu Mille Hoffmeyer Lehfeldt für Jeanne d'Arc                                       |
| 2014 | Marianne Høgsbro     | Indenfor murene                                      | Marie Louise Wille für All My Dreams Come True Christine Albeck Børge für Boys Don’t Cry               |
| 2015 | Karen-Lise Mynster   | Det der er                                           | Danica Curcic für Romeo og Julie sowie Lort Malene Melsen für En dåre fri                              |
| 2016 | Benedikte Hansen     | Tørst                                                | Paprika Steen für Toves værelse Ida Praetorius für Romeo og Julie                                      |
| 2017 | Marina Bouras        | Ren                                                  | Sicilia Gadborg Høegh für Happy Nation Ena Spottag für Drengen der ville være vægtløs                  |
| 2018 | Ina-Miriam Rosenbaum | JOB – et enkelt menneske                             | Natalí Vallespir Sand für Så længe mit hjerte slår Danica Curcic für Jeanne d’Arc                      |
| 2019 | Stina Ekblad         | Dantes guddommelige komedie                          | Tammi Øst für Richard III. Mette Døssing für 4:48 Psychosis                                            |